# Philippa Georgiou
Philippa Georgiou   (Langkawi, 2202 - Binaries, 2256) és un personatge fictici de la sèrie Star Trek: Discovery interpretat per l'actriu Michelle Yeoh. És la capitana de la nau USS Shenzhou.
Nascuda el 2202 a la Terra i va ingressar a l'acadèmia estel·lar del 2220 fins al 2224. En algun moment abans de l'any 2249 va rebre el comandament de la USS Shenzhou. El mateix any s'hi va incorporar Michael Burnham seguint la petició del seu tutor Sarek, antic conegut de Georgiu.
En una missió a unes estrelles binaries per esbrinar els danys rebuts per un repetidor interestel·lar, va fer servir el seu antic telescopi òptic per identificar un objecte d'origen indeterminat. Els esdeveniments posteriors per identificar l'objecte desconegut van provocar l'inici de la guerra amb els klingon del 2256.
Va morir en un combat cos a cos amb el klingon T'Kuvma i el seu cadàver abandonat a bord de la nau capitana klingon Sarcophagus. Sis mesos després, els klingons seguidors de Voq descobreixen la nau i es mengen el seu cos.